# Ricotta
Ricotta er et italiensk mælkeprodukt, baseret på den valle der bliver til overs efter osteproduktion. Eftersom produktionen således sker i sammenhæng med osteproduktionen, bliver ricotta lidt ukorrekt ofte betragtet som en ostetype, mens det i virkeligheden "blot" drejer sig om vallen, hvor proteinerne er koagulerede ved opvarmning.
Ricotta kan fremstilles af ko-, gede, fåre og bøffelmælk og har et relativt lavt fedtindhold (omkring 8% ved brug af komælk). 
Konsistensen er ofte let grynet, og et højt indhold af laktose giver ricottaen en svagt sødlig smag, der gør den velegnet til det søde køkken, uden at den søde smag bliver så dominerende, at den ikke også kan bruges i det salte køkken.
I antikken, før Plinius den Ældre og Columella, beretter Cato den Ældre, at man som gær i dejen til brødbagning brugte ricotta, som man æltede sammen med melet.